# Літак АН-124 «Руслан» (срібна монета)
«Літа́к АН-124 „Русла́н“» — пам'ятна срібна монета номіналом 20 гривень, випущена Національним банком України. Присвячена найбільшому у світі за розмірами і вантажопідйомністю літаку АН-124 «Руслан», який випускається серійно та унікальний за своєю транспортною ефективністю.
Монету було введено в обіг 1 червня 2005 року. Вона належить до серії «Літаки України».

## Опис монети та характеристики
| Номінал грн. | Метал            | Маса, грам   | Діаметр, мм. | Якість виготовлення | Гурт                 | Тираж, штук |
| ------------ | ---------------- | ------------ | ------------ | ------------------- | -------------------- | ----------- |
| 20           | срібло 925 проби | 62,2 / 67,25 | 50,0         | пруф                | секторальне рифлення | 5 000       |

### Аверс
На аверсі монети в центрі в намистовому колі зображено малий Державний Герб України в оточенні алегоричної композиції із сонця, стилізованого крила, птахів (праворуч) та зірок, що втілює мрію людства досягти космічних висот, та кругові написи: «УКРАЇНА», «2005», «20», «ГРИВЕНЬ», та також позначення металу та його проби — Ag 925, вага в чистоті — 62,2 та логотип Монетного двору Національного банку України.

### Реверс

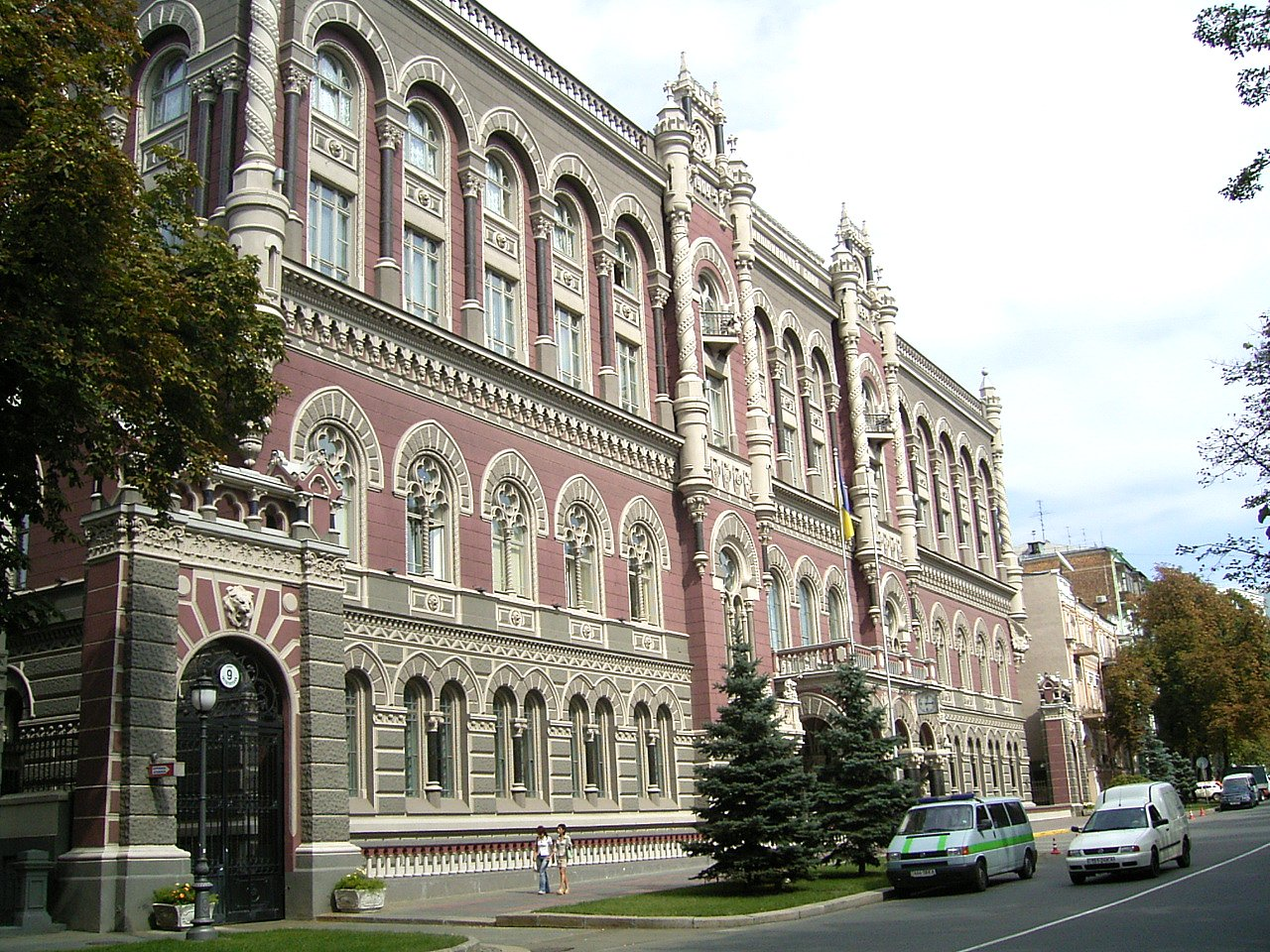
Будівля Національного банку України

На реверсі монети зображено літак АН-124 «Руслан» та між зовнішнім кантом монети і намистовим колом розміщено кругові написи: угорі — «ЛІТАКИ УКРАЇНИ»; унизу — «АН-124 РУСЛАН», між якими розміщено логотип «АН».

## Автори
- Художник — Дем'яненко Володимир.
- Скульптор — Дем'яненко Володимир.

## Вартість монети
Ціна монети — 990 гривень була вказана на сайті Національного банку України в 2012 році.
Фактична приблизна вартість монети, з роками змінювалася так:
| Рік        | 2010 | 2011 | 2012 | 2013  | 2014  | 2015  | 2016  | 2017  | 2018  | 2019  | 2020  | 2021  | 2022  | 2023  | 2024  | 2025  |
| ---------- | ---- | ---- | ---- | ----- | ----- | ----- | ----- | ----- | ----- | ----- | ----- | ----- | ----- | ----- | ----- | ----- |
| Ціна, грн. | 900  | 900  | 900  | 1 100 | 1 100 | 2 700 | 2 330 | 1 900 | 2 000 | 2 000 | 2 000 | 3 250 | 3 600 | 6 000 | 7 700 | 9 000 |